# سوادي شوفاني
سوادي شوفاني (الاسم العلمي: Ustilago avenae) هي نوع من الفطريات تتبع جنس فطر السوادي من فصيلة السوادية.
هو الفطر المسبب بمرض تفحم الشوفان.